# Энтрехий
Энтрехий (лат. Entrechius) — римский политический деятель второй половины IV века.
Энтрехий происходил из Никеи. Он проходил обучение в Афинах. Между 361 и 362 годом Энтрехий занимал должность наместника одной из трёх Палестин (возможно, Палестины Салютарис). Эту должность он получил благодаря покровительству префекта претория Сатурния Секунда Саллюстия. Его пребывание в Палестине был недолговременным и вскоре Энтрехий отправился в Писидию, президом (наместником) которой он был в 362—364 годах.
В 388 году он был ещё жив, на что указывает одно из писем ритора Либания. Известно о том, что у Энтрехия было несколько сыновей.